# Jean Dutoit
Pour les articles homonymes, voir Dutoit.
Jean Dutoit, né le 25 avril 1908 à Genève et décédé le 19 septembre 1985 à Genève, est un homme politique suisse membre du Parti radical-démocratique.

## Biographie
Conseiller municipal de Vernier entre 1935 et 1951, il est député radical au Grand Conseil genevois de 1936 à 1954.
Élu au Conseil d'État, il est chargé jusqu'en 1961 du département des travaux publics et du département militaire. Il participe alors à la constitution de zones industrielles et à divers travaux d'équipement.